# 李孝詧
李孝詧（?—?），一作李孝察，唐朝宗室，淮安王李神通的次子，唐太祖李虎的曾孙，郑王李亮的孙子。

## 生平
唐高祖武德五年（622年），唐高祖李渊敕封宗室诸王，李神通的儿子们：李道彦封胶东郡王，李孝詧封高密郡王，李孝同封淄川郡王，李孝慈封广平郡王，李孝友封河间郡王，李孝節封清河郡王，李孝義封胶西郡王。唐太宗即位后，疏属之王都降为公，于是李孝詧降封高密公。

## 子孙
- 子：李瑒，房忠易三州刺史，封狄道郡公
  - 孙：李延明，中散大夫、睦饶二州司马、德赵二州长史、右卫率府郎将
    - 曾孙女：李氏，河南府河阳县丞、上柱国庞夷远妻[1]
- 子：李璁，广平郡公
  - 孙：李贤善，嫁颍川陈氏[2]